# Теренин, Александр Николаевич
Алекса́ндр Никола́евич Тере́нин (24 апреля [6 мая] 1896, Калуга — 18 января 1967, Москва) — советский физикохимик, академик АН СССР (1939; член-корреспондент с 1932 года). Герой Социалистического Труда, лауреат Сталинской премии.

## Биография
- Родился в городе Калуга 6 мая 1896 года, в школе ходил на занятия в физический кружок К. Э. Циолковского, где увлёкся идеями воздухоплавания, делал проекты, строил модели планёра и аэроплана.
- В 1907 году поступил и в 1914 закончил реальное училище, на следующий год поступил на военно-химические курсы Артиллерийского ведомства, которые закончил в 1916 году. Затем переехал в Петроград и поступил в Психоневрологический институт.
- В 1917 году был призван в армию, по 1918 работал на военной службе чиновником в Центральной научно-технической лаборатории Петрограда.
- В 1918 году поступил в Петроградский университет вольнослушателем на физико-математический факультет, закончил его в 1922 году. В одном из самых уважаемых научных журналов в 1922 году появилась его дипломная работа, вызвавшая большой интерес специалистов — в следующем году она стала докладом на III Всероссийском съезде физиков[2].
- В 1923 году лаборант, затем с 1923 по 1967 год — ассистент, руководитель группы, начальник лаборатории, заместитель директора по научной части и начальник научного отдела ГОИ Ленинграда.
- На физическом факультете Ленинградского государственного университета работал с 1922 по 1967 год, занимал должности научного сотрудника, старшего ассистента, доцента, профессора и заведующего кафедрой[3].
- 1932 — член-корреспондент АН СССР.
- 1939 — действительный член АН СССР.
- С 1945 по 1965 год заведовал лабораторией фотобиохимии, был членом Учёного совета ИНБИ.
- С 1945 по 1955 — работа в составе Комиссии по фотосинтезу АН СССР.
- С 1947 по 1963 год председатель Научного совета по фотосинтезу, входил в состав Правления Ленинградского отделения Всесоюзного химического общества им. Д. И. Менделеева, Научный совет по теории химического строения, кинетики, реакционной способности и катализатора АН СССР, Научного совета по люминесценции и развитию её применения[3].
- Скончался в Ленинграде 18 января 1967 года.

## Научный вклад
- В 1920 году Теренин в числе других студентов вёл научную работу под руководством Д. С. Рождественского, организовавшего в 1918 году Государственный оптический институт[3].
- В 1920—1925 году выполнил цикл исследований по атомной спектроскопии, работы в этой области принесли учёному известность физика-экспериментатора. Работы Теренина по изучению фотохимических реакций в поверхностном слое имели большое значение для науки, в частности, был установлен механизм действия катализаторов. Квантовые эффекты воздействия света на вещество А. Н. Теренин начал изучать одним из первых.
- По инициативе учёного была организована лаборатория фотобиохимии в ИНБИ, в которой изучались первичные химические процессы фотосинтеза и природы возбуждённых состояний переноса энергии электронных излучений. Академик Теренин работал в качестве заведующего этой лабораторией с 1945 по 1960 год. Живя и работая в Ленинграде, он постоянно приезжал в Москву, знакомился с отчётами сотрудников, проводил семинары и консультировал диссертационные исследования, составлял планы дальнейших работ, редактировал статьи и, как правило, отказывался от соавторства. Его печатные работы составили более 250 наименований[3].
- По инициативе А. Н. Теренина при непосредственном участии директора школы № 38 г. Ленинграда Г. И. Гугнина, под патронажем физического факультета Ленинградского университета была начата подготовка школьников по профессии «лаборант-физик», продолжавшаяся и после объединения её со школой № 30 вплоть до 1980-х гг.

Основные научные направления и открытия
- Строение систем энергетических уровней атомов (1922),
- открытие и изучение сверхтонкой структуры линий натрия и ртути (совместно с Добрецовым Л. Н., Гроссом Е. Ф. 1925),
- Люминесценция атомов металлов при фотодиссоциации паров солей (1934), кинетика фотохимических превращений паров металлов при реакциях окисления.
- Реакции возбужденных коротковолновым излучением атомов кислорода и сложных органических молекул.
- Люминесценция и электронная спектроскопия сложных органических молекул в парах (Прилежаева Н. А., Вартанян А. Т., Непорент Б. С., Борисевич Н. А., 1936).
- Гипотеза о триплетной бирадикальной природе фосфоресцентного состояния (1943).
- Фотоионизация и диссоциация молекул под влиянием вакуумной ультрафиолетовой радиации (Вилесов Ф. И., 1955),
- Явления фотосорбции и десорбции молекул на поверхности твердых тел и процессы катализа (Сидоров А. Н., Филимонов В. Н., Солоницын Ю. П., 1953), открытие явления сенсибилизированного триплет-триплетного переноса энергии (Ермолаев В. Л., 1952).
- Открытие основной реакции хлорофилла — обратимого фотовосстановления (Красновский А. А., 1947).
- Изучение первичных физических процессов фотосинтеза (Евстигнеев В. Б., Пуцейко Е. К., 1956).
- Открытие методом ЭПР двухквантовых фотохимических реакций, сенсибилизированных молекулами хлорофилла (Холмогоров В. Е., 1961). Фотоэлектроника органических соединений, приведшая к открытию органических полупроводников (Вартанян А. Т., Пуцейко Е. К., 1946).
- Спектральная сенсибилизация внутреннего фотоэффекта в неорганических и органических полупроводниках (Пуцейко Е. К., Акимов И. А., 1949).
- Спектральная сенсибилизация внутреннего фотоэффекта в полимерных полупроводниках (Мыльников В. С., 1960).

Работа по практическому применению достижений в области фотоники, основанной А. Н. Терениным, в частности, в области минимизации комбинированных оптоэлектронных устройств, сегодня широко применяются в космонавтике при создании микрофотонных приборов для космоса.

## Научная школа
Стал одним из основателей научного направления по изучению совокупности процессов, протекающих в электронно — возбуждённых молекулярных системах. Ввёл в науку понятие «молекулярная фотоника», как одно из направлений физико-математических наук, находящихся на стыке физики и химии. В 60-х годах XX века среди ведущих советских учёных-химиков в зарубежных публикациях он занимал первые места по цитируемости. Имя академика носит мемориальный Международный Симпозиум имени А. Н. Теренина «Молекулярная фотоника». Становление научной школы отмечено рядом крупных научных открытий академика А. Н. Теренина и его учеников, среди которых — академик И. М. Франк, лауреат Нобелевской премии, академики А. А. Красновский и Н. А. Борисевич, более 20 докторов и 100 кандидатов наук. А. Н. Теренин является основоположником научно-педагогической школы ЛГУ «Фотоника дисперсных и нелинейных сред».

## Премии и награды
- Сталинская премия (1946)[9]
- Золотая медаль АН СССР имени С. И. Вавилова (1954)
- Золотая медаль имени Д. Чиамичиана (Италия, (1959)
- Премия столетия (1960)
- Золотая медаль имени Финзена (Англия, (1964)
- Герой Социалистического Труда (28.07.1966)
- 5 орденов Ленина (10.06.1945; 19.09.1953; 04.01.1954; 09.09.1961; 28.07.1966)
- орден Трудового Красного Знамени (12.06.1946)
- орден Красной Звезды (15.12.1943)
- медали

## Адреса в Ленинграде
- 1926—1933 — Каменноостровский проспект, 1—3[10]
- 1933—1941 — Кронверкский проспект, 27
- 1944—1967 — Университетская набережная, 7—9[11]
- 1919—1941, 1944—1967 — линия Биржевая, 14 (работал)

## Память
- На здании по адресу Биржевая линия, 14, в 1989 году была установлена мемориальная доска (архитектор О. В. Василенко) со следующим текстом: «Здесь с 1919 по 1967 год работал академик Александр Николаевич Теренин, выдающийся советский физик, Герой Социалистического Труда»[12].